# FreeSBIE
FreeSBIE é um Live CD baseado no sistema operacional FreeBSD que roda direto do CD-ROM, ou seja, o boot é efetuado sem a necessidade de instalação do sistema em um disco rígido. Ele é baseado no FreeBSD 6.2. Seu nome é um trocadilho da palavra frisbee (em inglês). Atualmente o FreeSBIE utiliza Xfce e Fluxbox.
O tempo de boot depende da unidade de CD-ROM. O sistema pode também apresentar um atraso ao abrir programas, uma vez que devem ser lidos do disco cada vez que são carregados.
A última versão é a FreeSBIE 2.0.1, onde o toolkit foi completamente reescrito. A primeira versão do FreeSBIE 2 foi desenvolvida durante o Verão de 2005, graças ao Google Summer of Code.

## Metas
Os objetivos do projeto FreeSBIE são:
- Desenvolver um conjunto de programas a serem usados para criar o próprio CD, com todas as personalizações possíveis;
- Fazer várias imagens ISO, cada uma com suas diferentes metas e eventuais utilizações.